# Vigeland
Vigeland er en by der er administrationscenter i Lindesnes kommune i Agder fylke i Norge. Byen har et areal på 1,48 km2, og en befolkning på 1.413 mennesker pr. 1. januar 2011. Stedet bestod i sin tid af gårdene Øvre og Nedre Vigeland.
Valle kirke, som blev bygget i 1792, ligger i Vigeland. En statue af præsten Peder Claussøn Friis lavet af billedhuggeren Gustav Vigeland står ved Valle præstegård.
I Vigeland ligger en af kommunens tre børneskoler, Nyplass skole, samt kommunens eneste ungdomsskole, Lindesnes ungdomsskole. Elever i den videregående skole må rejse til Mandal.
Gustav og broderen Emanuel Vigeland, boede begge i Vigeland en periode, nærmere bestemt på gården Mjunebrokka. Arbejder af brødrene findes på Lindesnes Bygdemuseum.

## Kendte personer
- Gustav Vigeland, skulptør og billedhugger
- Emanuel Vigeland, kunstner (bror til Gustav Vigeland)
- Marie Vigeland, kunstner (datter af Emanuel Vigeland)
- Arne N. Vigeland, skulptør og billedhugger.